# 乌帕尔
乌帕尔是德国梅克伦堡-前波美拉尼亚州的一个市镇。总面积28.25平方公里，总人口1105人，其中男性563人，女性542人（2011年12月31日），人口密度39人/平方公里。